# Klaus Wittkugel

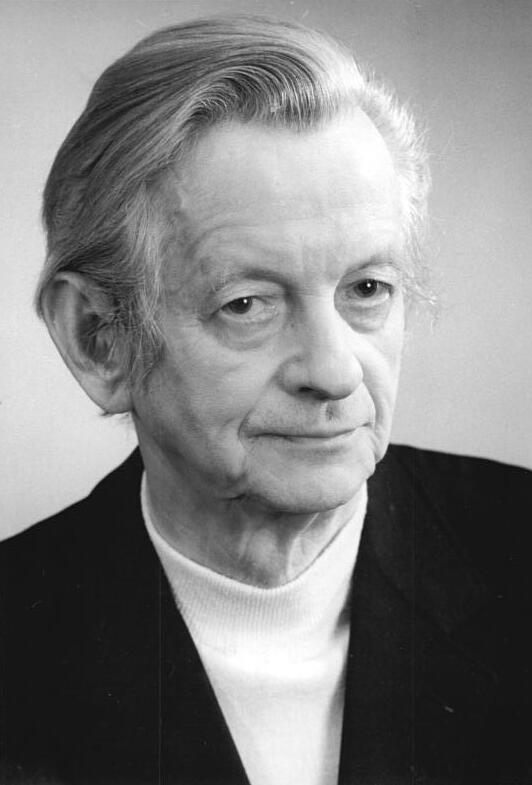
Klaus Wittkugel (1985)

Klaus Wittkugel (* 17. Oktober 1910 in Kiel; † 19. September 1985 in Ost-Berlin) war ein deutscher Grafiker. Er war einer der bedeutendsten Gebrauchsgrafiker und Plakatkünstler der DDR und langjähriger Professor an der Kunsthochschule Berlin-Weißensee.

## Leben

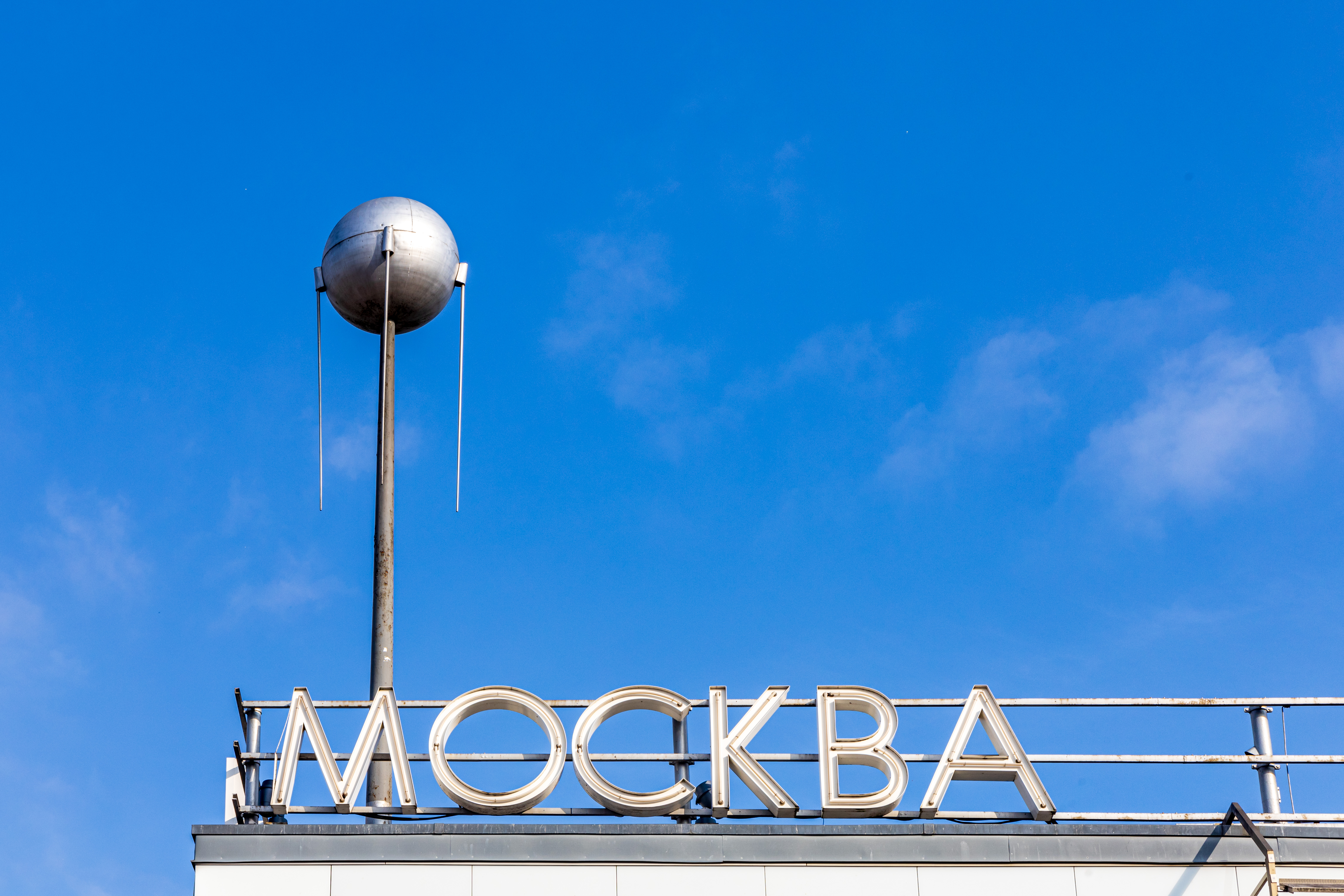
Die Schrift auf dem Café Moskau wurde von Klaus Wittkugel gestaltet

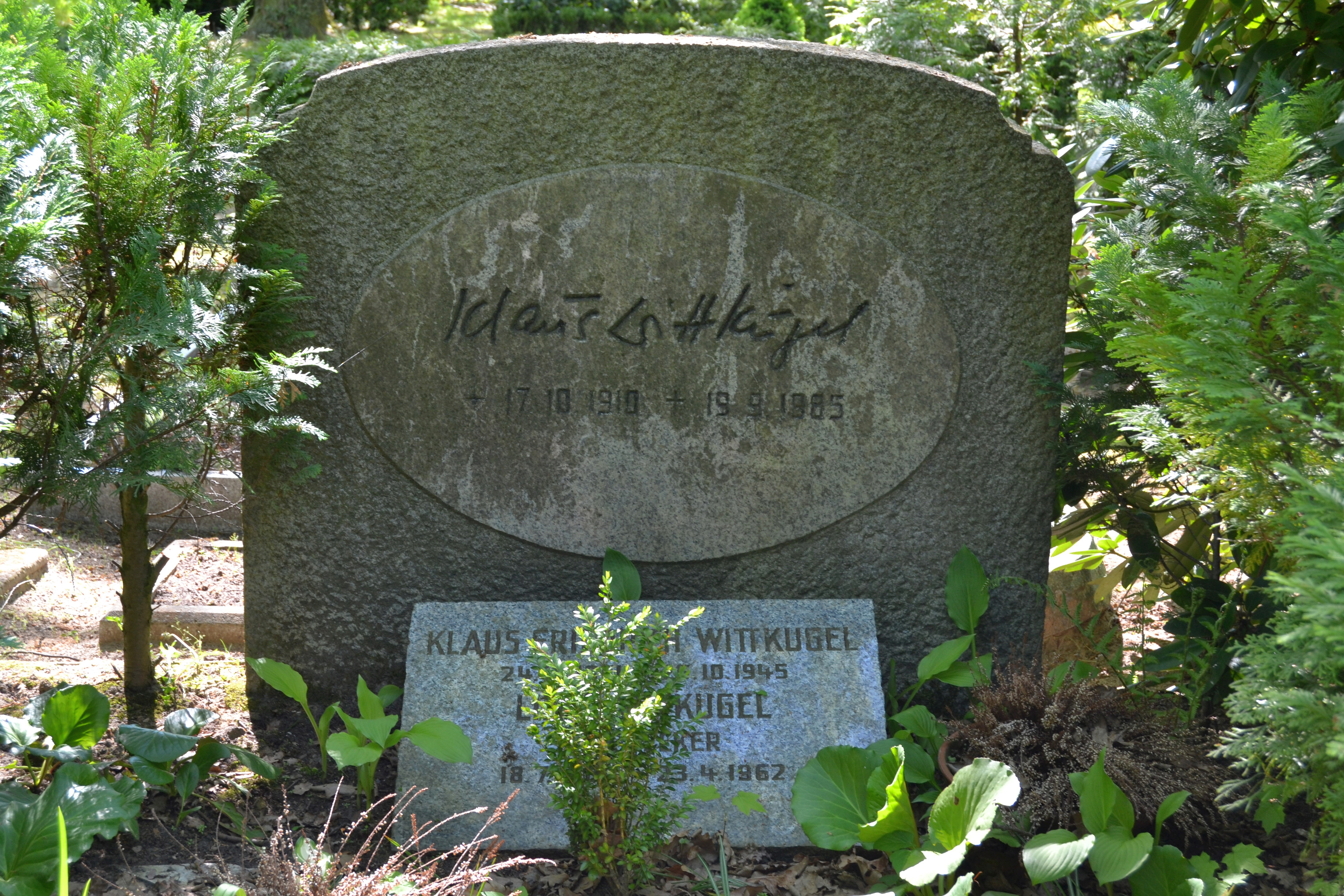
Das Grab von Klaus Wittkugel auf dem Waldfriedhof von Schöneiche bei Berlin mit von ihm gestalteten Grabstein

Nach einer Kaufmannsausbildung in Hamburg von 1927 bis 1929 studierte Klaus Wittkugel bis 1932 an der Folkwangschule in Essen, wo er Meisterschüler von Max Burchartz war. Nach dem Ende des Studiums zog er nach Berlin und arbeitete bis 1935 als Gebrauchsgrafiker in einem Warenhauskonzern. Von 1935 bis 1937 leitete er das Atelier einer Berliner Werbeagentur. Anschließend war er bis zur Einberufung zum Kriegsdienst 1939 freischaffend in Berlin tätig.
Nach Kriegsdienst und Kriegsgefangenschaft war Klaus Wittkugel 1945 bis 1949 Gebrauchsgrafiker in der Zentrale für Handel und Versorgung. Im Anschluss bis 1952 war er Chefgrafiker im Amt für Information. Bereits seit 1949 arbeitete Klaus Wittkugel als Dozent an der Hochschule für angewandte Kunst in Berlin und ab 1952 bis zu seiner Emeritierung 1975 als Professor. Wohnraum hatte er in der sogenannten Intelligenzsiedlung in Berlin-Schönholz, zu der auch die Straße 201 gehört.
1950 war er Gründungsmitglied des Verbandes Bildender Künstler der DDR, erster Vorsitzender der Sektion Gebrauchsgrafik und ab 1984 Ehrenmitglied. Ab 1961 war Klaus Wittkugel Mitglied, von 1968 bis 1974 Vizepräsident der Akademie der Künste.
Als Mitglied des künstlerischen Beirats der Briefmarkenkommission des Ministeriums für Post und Fernmeldewesens der DDR war Klaus Wittkugel bei der Gestaltung zahlreicher Briefmarken beteiligt. Klaus Wittkugel entwarf eine Reihe von Bucheinbänden und Umschlägen von Büchern.
Klaus Wittkugel starb 1985 im Alter von 74 Jahren. Seine letzte Ruhestätte fand Wittkugel zunächst auf dem Friedhof Pankow III. In den 2000er Jahren wurde er auf den Waldfriedhof der Ev. Kirchengemeinde in Schöneiche bei Berlin umgebettet. Der Nachlass wird durch die Akademie der Künste verwaltet.

## Werke (Auswahl)
Plakate
- 1950: Plakat zum Film „Das kalte Herz“
- 1952: Plakat „Ich bin Bergmann – wer ist mehr?“
- 1954: Plakat zum Film „Ernst Thälmann – Sohn seiner Klasse“
- 1955: Plakat zum Film „Ernst Thälmann – Führer seiner Klasse“
- 1959: Plakat zum Film „Sterne“
- 1962: Plakat zu „Wilhelm Tell“ für das Deutsche Theater Berlin
- 1963: Plakat zum Film „Nackt unter Wölfen“
- 1967: „Sowjetmacht + Elektrifizierung = Kommunismus“
- 1977: Plakat zum 60. Jahrestag der Oktoberrevolution: „Ich singe den Frieden“
- 1977: Titelplakat zum Beethoven-Jahr

Gebrauchsgrafik
- 1958: Buchenwalddenkmal – Schrift im architektonischen Raum
- 1963: Schrift, Licht und Bild im 2. Bauabschnitt der Karl-Marx-Allee (unter anderem Außenschrift am Kino International und am Café Moskau)
- 1967: Weltkarte im Konferenzsaal des Ministeriums für Auswärtige Angelegenheiten der DDR (Relief aus Chromstahl, Bronze, Eisen, Messing und Zink)
- 1976: Signet „PdR“ für den Palast der Republik
- 1977: Entwürfe zur Neugestaltung der Verkehrszeichen der DDR
- 1978: Tönendes Lichtrelief aus Stahlglocken im Foyer des Internationalen Handelszentrums

Münzen (Staatsbank der DDR)
- 1975: 20 Mark Johann Sebastian Bach
- 1976: 10 Mark 20 Jahre Nationale Volksarmee
- 1978: 20 Mark Johann Gottfried Herder

Briefmarken
- 1958, 1959: Von der Sowjetunion zurückgeführte antike Kunstschätze
- III. Turn- und Sportfest der DDR[4][5]
- 1970, zusammen mit Horst Naumann: Gedenken an Otto Nagel, Käthe Kollwitz und Ernst Barlach
- 1976: Staatliche Museen zu Berlin[4]

## Filmographie
- 1966: Die Ermittlung (Theateraufzeichnung)
- 1973: DEFA-Studio für Dokumentarfilme – Das rote Plakat, Drehbuch: Klaus und Rita Wittkugel

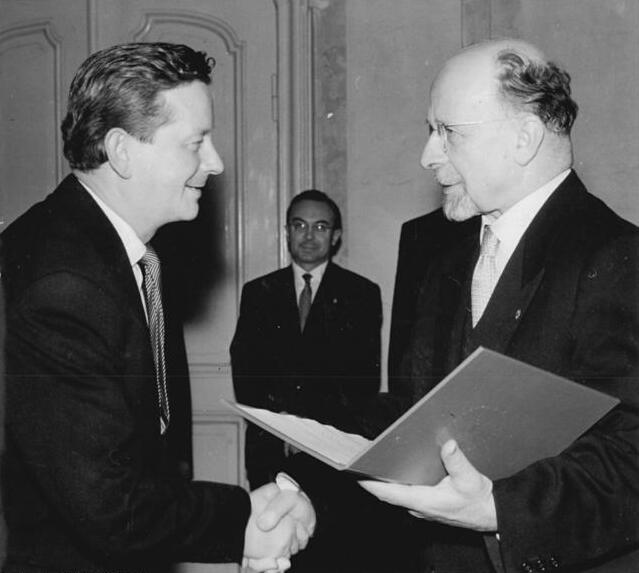
Zu seinem 50. Geburtstag am 17. Oktober 1960 erhielt Wittkugel (links) von Walter Ulbricht den Vaterländischen Verdienstorden in Bronze verliehen

## Auszeichnungen
- 1958 und 1975: Nationalpreis der DDR
- 1960: Vaterländischer Verdienstorden in Bronze
- 1963: Vaterländischer Verdienstorden in Silber
- 1969: Vaterländischer Verdienstorden in Gold
- 1975: Johannes-R.-Becher-Medaille in Gold
- 1979: Kunstpreis des FDGB
- 1980: Ehrenspange zum Vaterländischen Verdienstorden in Gold
- 1982: Hans-Grundig-Medaille